# James Brady

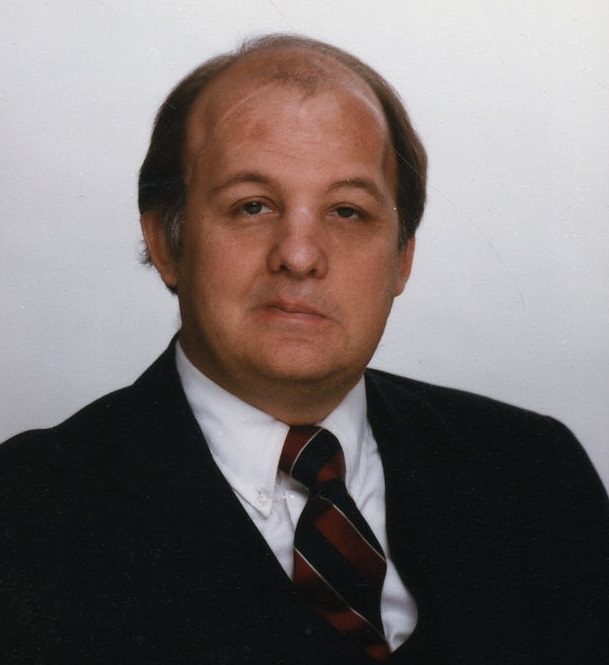
James Brady im Jahr 1986

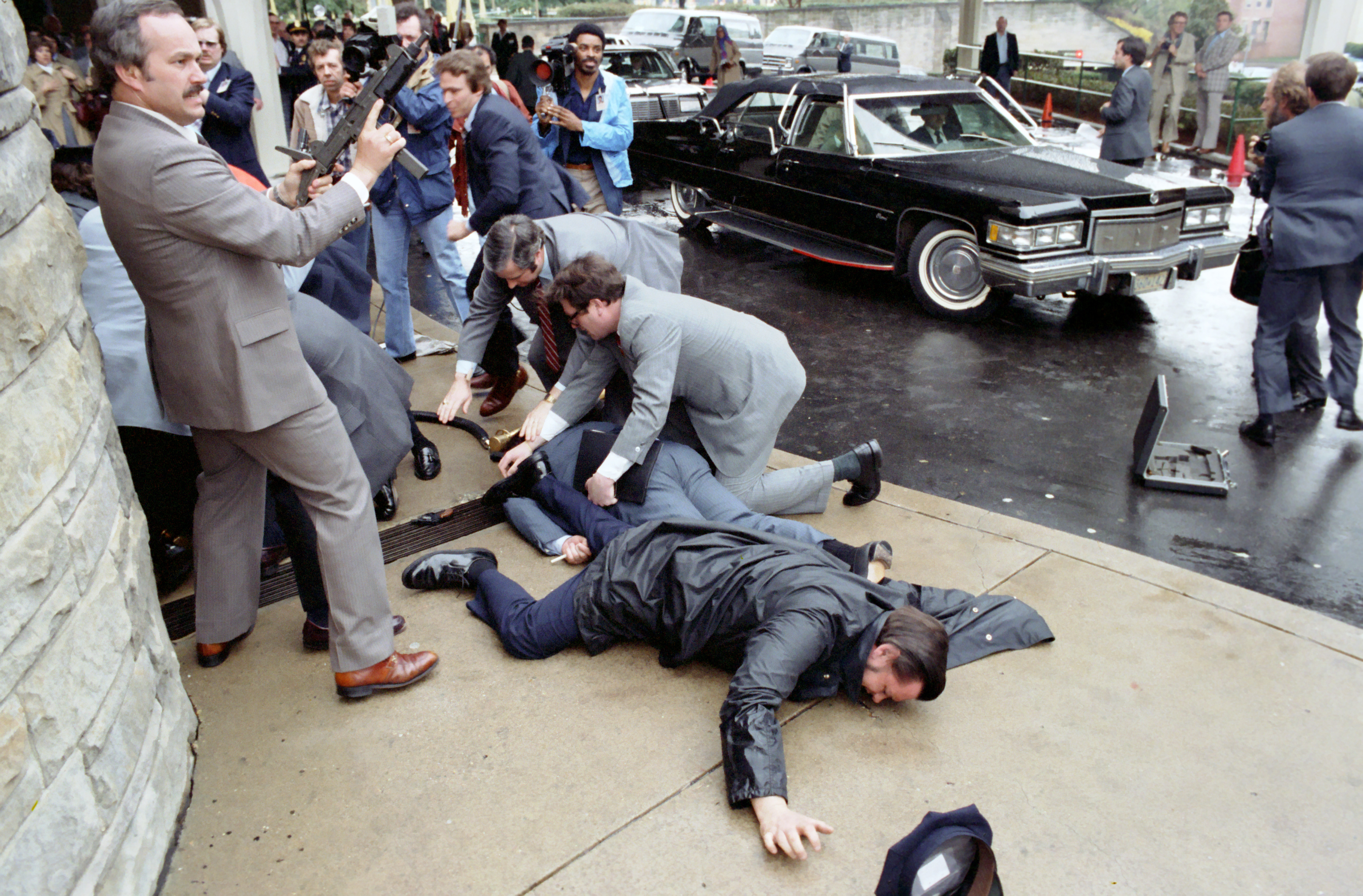
Tumult beim Attentat auf Reagan am 30. März 1981. Brady liegt verletzt am Boden.

James Scott „Jim“ Brady (* 29. August 1940 in Centralia, Illinois; † 4. August 2014 in Alexandria, Virginia) war ein US-amerikanischer Regierungsbeamter und späterer Aktivist. Er wurde am 30. März 1981 während seiner Zeit als Pressesprecher von Ronald Reagan beim Attentat auf den Präsidenten schwer verletzt und war seitdem auf den Rollstuhl angewiesen. Später begannen seine Frau und er ihr Engagement für eine Verschärfung des amerikanischen Waffenrechts. Der 1993 verabschiedete Brady Handgun Violence Prevention Act wurde nach ihm benannt.

## Leben

### Frühe Jahre
Brady besuchte die University of Illinois at Urbana-Champaign und schloss diese im Jahr 1962 mit einem Bachelor of Science in Politikwissenschaft ab. Er wurde Mitarbeiter von Everett Dirksen, damals Senator in Illinois, machte ein Praktikum bei der Kartellabteilung des Justizministeriums und arbeitete in verschiedenen Positionen bei PR-Firmen.
1973 heiratete er Sarah Jane Kemp (1942–2015). Aus dieser Ehe stammt der 1978 geborene James Scott Brady jr. Brady hat noch eine Tochter aus einer vorigen Ehe.

### Tätigkeit in Washington
1973 zog er in die Hauptstadt Washington und arbeitete bei verschiedenen Ministerien sowie im Stab von Senator William V. Roth. Er war als Pressevertreter von John Connally tätig, der bei der Präsidentschaftswahl 1980 die Nominierung der Republikanischen Partei zu erringen versuchte, sich aber Ronald Reagan geschlagen geben musste.
Nach dem Nominierungsparteitag der Republikaner, der Ronald Reagan als Präsidentschaftskandidaten und George Bush als Vizepräsidentschaftskandidaten nominierte, arbeitete er für das Komitee von Reagan und Bush. Er wurde nach dem Wahlsieg Sprecher des designierten Präsidenten. Anfang 1981 ernannte Reagan ihn zum Pressesprecher seiner Regierung.

### Attentat auf Reagan
Am 30. März 1981, nur gut zwei Monate nach Reagans Amtsantritt, verübte der psychisch kranke John Hinckley, Jr. ein Attentat auf Ronald Reagan, bei dem Reagan und drei weitere Personen, darunter auch Brady, verletzt wurden. Brady wurde vom ersten Schuss am Kopf getroffen. Er war dadurch zunächst linksseitig weitgehend gelähmt, hatte Gedächtnislücken und konnte seine Emotionen beim Sprechen nur schlecht kontrollieren. Im Laufe der Zeit konnte er Sprachdefizite und motorische Einschränkungen teilweise überwinden. Laut seinem behandelnden Arzt konnte er dann auch wieder gehen. Er saß üblicherweise im Rollstuhl und hatte leichte Schwierigkeiten beim Sprechen.
Offiziell war Brady während der gesamten Amtszeit Reagans dessen Pressesprecher. In der Praxis war er jedoch nie mehr als solcher tätig. Faktisch wurde die Funktion von seinem kommissarischen Vertreter Larry Speakes ausgeübt.

### Engagement für stärkere Waffenkontrolle
Sarah Brady sagte, der Auslöser ihres Engagements für eine stärkere Kontrolle von Handfeuerwaffen sei ein Ereignis im Sommer 1985 gewesen, nicht die schwere Verletzung ihres Mannes. Damals habe ihr sechsjähriger Sohn, James Brady jr., im Auto einer befreundeten Familie eine Pistole in die Hände bekommen, die der Junge (wie zunächst auch sie) für ein Spielzeug gehalten habe. Erst als sie die Pistole in die Hand genommen habe, habe sie bemerkt, dass es tatsächlich eine echte (geladene) Pistole war. Der Vorfall habe sie beschäftigt und sie dazu bewogen, politisch aktiv zu werden, um den Zugriff auf Waffen einzuschränken.
Das Ehepaar Brady engagierte sich ab 1985 bei der Organisation Handgun Control, Inc. (HCI), die Lobbyarbeit für die Verschärfung des Waffenrechts betreibt. Sie wurde 1974 von einem anderen Schusswaffenopfer gegründet. Sarah Brady gelang es, die Mitgliederzahlen von HCI mehr als zu verdoppeln. James Brady, der Reagan auch später noch bewunderte und dem er formell während dessen gesamter Präsidentschaft unterstellt war, sprach sich erst nach dem Amtsantritt des Nachfolgers George Bush öffentlich gegen die Waffenlobby NRA aus, was viel beachtet wurde und HCI Zulauf verschaffte. Mittlerweile hat sich das Ehepaar auch von der Republikanischen Partei abgewendet.
Auf nationaler Ebene wurde 1993 durch ein nach Jim Brady benanntes Gesetz, den Brady Act, eine Verschärfung der Rechtslage beim Waffenkauf bewirkt.

### Brady Act

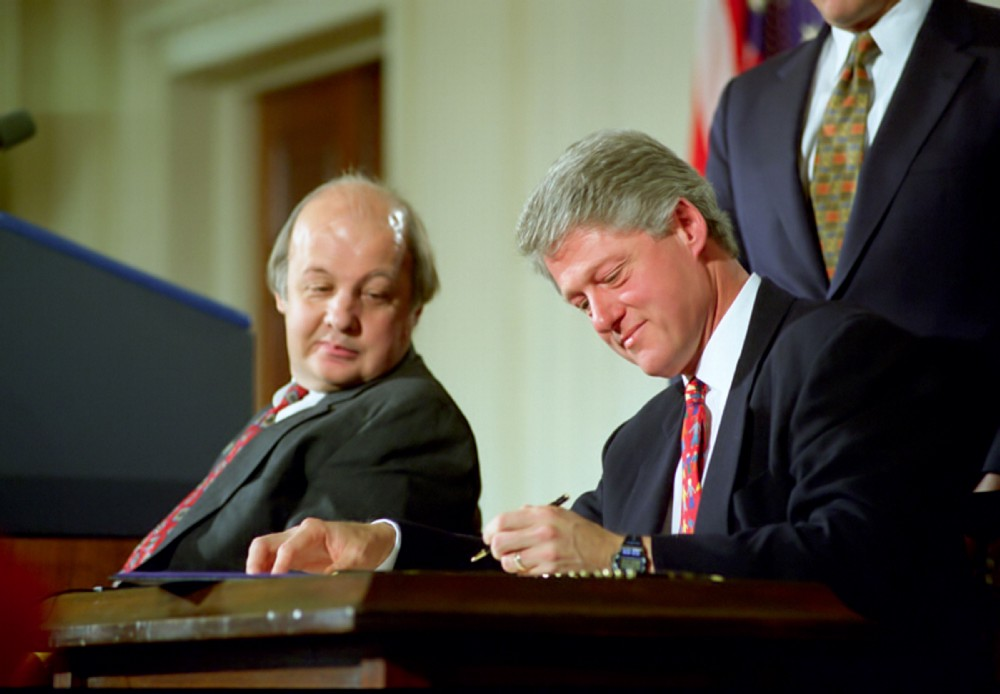
Bill Clinton unterzeichnet den Brady Act in Anwesenheit von James Brady

Das Waffenrecht in den Vereinigten Staaten erlaubt vergleichsweise leichten Zugang zu Handfeuerwaffen, da Waffenbesitz ein Grundrecht gemäß dem 2. Verfassungszusatz ist. Der Attentäter, der Brady niederschoss, war zwar zuvor auffällig geworden, weil er drei Handfeuerwaffen an Bord eines Flugzeugs bringen wollte und Symptome psychischer Probleme gezeigt hatte, konnte aber trotzdem die Waffe kaufen, mit der er das Attentat beging. Um derartige Fälle zu verhindern, wurde der Brady Handgun Violence Prevention Act (kurz: Brady Act, auch als Brady Law oder Brady Bill bezeichnet) verabschiedet.
Der vom Ehepaar Brady initiierte Gesetzesvorschlag wurde in seiner ursprünglichen Form am 4. Februar 1987 eingereicht. Dieser sah eine zwingende Wartezeit beim Waffenerwerb vor. Die Vorlage scheiterte am 15. September 1988. Eine veränderte Fassung wurde in der folgenden Legislaturperiode eingebracht. Diese sah vor, die Wartezeiten nur beizubehalten, bis die Einrichtung einer nationalen Datenbank von Vorstrafen und anderen relevanten Informationen erfolgt ist, was so schließlich auch angenommen wurde.
Sowohl die ursprüngliche Vorlage als auch die veränderte Fassung wurden wiederholt von den beiden Kammern des Kongresses beraten und teilweise auch beschlossen, aber erst 1993 gelang es, das Gesetzesverfahren für eine endgültige Fassung erfolgreich abzuschließen. Es wurde am 30. November 1993 von Präsident Bill Clinton unterzeichnet.
Das Gesetz schreibt vor, dass sich Käufer von Handfeuerwaffen in lizenzierten Waffengeschäften einer Überprüfung durch eine Datenbank des FBI auf Vorstrafen unterziehen müssen. Für Käufer außerhalb von Waffengeschäften wurde eine Wartezeit von fünf Tagen vorgeschrieben. Für Langwaffen gelten geringere Anforderungen.
Der Brady Act gilt als eine der wichtigsten Einschränkungen von Waffenverkäufen in den USA. Beim Inkrafttreten 1994 führte das Gesetz in 32 Bundesstaaten eine Überprüfung auf die Vorgeschichte des Käufers ein, die zuvor eine solche Vorschrift nicht gehabt hatten. 1998 lief die verpflichtende Wartezeit mit der Einführung eines nationalen Registers für Vorstrafen aus.

### Brady Campaign
Neben der Arbeit zum Zustandekommen des Brady Act wirkten Jim und Sarah Brady auch in anderen Teilen der Arbeit von HCI mit. Als sich der langjährige HCI-Vorsitzende Pete Shields 1989 zur Ruhe setzte, wurde Sarah Brady zur Vorsitzenden gewählt. 1991 wurde sie auch Vorsitzende des Center to Prevent Handgun Violence (Zentrum zur Vermeidung von Gewalt durch Handschusswaffen; CPHV), das 1983 als Schwesterorganisation von HCI gegründet worden war. James Brady war in den Vorständen beider Organisationen Ehrenmitglied.
Im Jahr 2001, 20 Jahre nach dem Attentat, wurden HCI und CPHV in Anerkennung der Arbeit des Ehepaars Brady in Brady Campaign to Prevent Gun Violence (kurz Brady Campaign) und Brady Center to Prevent Gun Violence umbenannt.

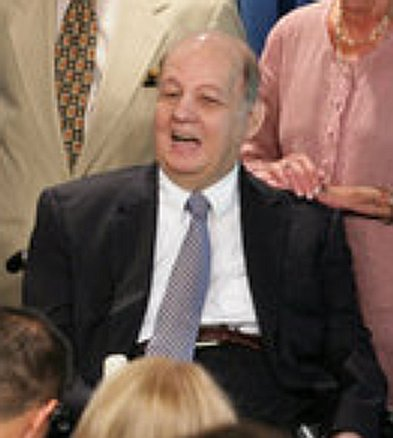
James Brady im Jahr 2006

Bis zuletzt war James Brady neben seiner Frau Sarah eine vielbeachtete Stimme für die Kontrolle von Handfeuerwaffen, die sich bei tragischen Ereignissen (zum Beispiel Amokläufen an Bildungseinrichtungen) in die öffentliche Debatte einbrachte. Zum 30. Jahrestag des Attentats wurde ihm und seinen Anliegen ebenfalls große mediale Aufmerksamkeit zuteil.
Im Jahr 2013, als die bei einem Attentat im Januar 2011 schwer verletzte Gabrielle Giffords zusammen mit ihrem Mann Mark Kelly eine eigene Organisation zur stärkeren Waffenkontrolle gründete, maß er Giffords wichtige Qualitäten für den Fortschritt in den Fragen der Waffenkontrolle zu. Es wurde auch spekuliert, Giffords könne ein Nachfolger von Brady werden.

### Tod
James Brady starb am 4. August 2014 im Alter von 73 Jahren in Alexandria, Virginia an Spätfolgen des Attentates.

## Ehrungen
Neben der Benennung des Brady Act und der Brady Campaign wurden James Brady zahlreiche weitere Ehrungen zuteil:
- Im Jahr 1989 Preisträger der Presidential Citizens Medal.
- Im Jahr 1991 Preisträger des Maurice N. Eisendrath Bearer of Light Award der Union of American Hebrew Congregations, einer Organisation reformierter jüdischer Gemeinden in den USA (gemeinsam mit seiner Frau)
- Im Jahr 1992 Preisträger des C. Everett Koop Health Advocate Award des amerikanischen Krankenhausverbandes (gemeinsam mit seiner Frau)
- Im Jahr 1994 Preisträger des Lenore and George W. Romney Citizen Volunteer Award (gemeinsam mit seiner Frau)
- Im Jahr 1994 Preisträger des Jefferson Awards (gemeinsam mit seiner Frau)[14]
- Im Jahr 1996 Preisträger des Margaret Chase Smith Award, vergeben von der National Association of Secretaries of State, eines Verbandes von Ministern auf Ebene der US-Bundesstaaten (gemeinsam mit seiner Frau)
- Am 9. September 1996 erhielt er von Präsident Bill Clinton die Presidential Medal of Freedom, die höchste zivile Auszeichnung der USA.[3]
- Am 11. Februar 2000 wurde der Saal für Pressekonferenzen im Weißen Haus in James S. Brady Press Briefing Room umbenannt.
- Er war Träger der Distinguished Eagle Scout Award der Pfadfinderorganisation Boy Scouts of America.